# Penstemon stenosepalus
Penstemon stenosepalus là một loài thực vật có hoa trong họ Mã đề. Loài này được (A. Gray) Howell mô tả khoa học đầu tiên năm 1901.